# Línguas bódicas
As línguas bódicas constituem um ramo das línguas tibeto-birmanesas. Elas incluem línguas como o tibetano, tamang, gurung, dzongkha, neuari e lepcha. O ramo é controverso, já que não há consenso se ele é geneticamente legítimo, ou se as línguas apenas foram faladas por tempo suficiente para se influenciarem.